# Cabrera (motorfiets)
Cabrera is een historisch merk van motorfietsen.
Cabrera was een Italiaans merk dat vanaf 1979 op kleine schaal 124- en 158 cc tweetakt trialmachines produceerde. Deze waren voorzien van Tau-motorblokken.